# یواس‌اس ال‌اس‌تی-۳۵۷
یواس‌اس ال‌اس‌تی-۳۵۷ (به انگلیسی: USS LST-357) یک کشتی بود که طول آن ۳۲۸ فوت (۱۰۰ متر) بود. این کشتی در سال ۱۹۴۲ ساخته شد.